# Cycas elephantipes
Cycas elephantipes — вид голонасінних рослин класу саговникоподібні (Cycadopsida).
Етимологія: від великих ссавців слонів і латинського pes — «ступня», посилаючись на помітно дуже велику роздуту основу цього виду.

## Опис
Стовбури деревовиді, 1–3 м заввишки, 15–20 см діаметром у вузькому місці; 40–70 листків в кроні. Листки сіро-зелені, напівглянсові, завдовжки 100–160 см. Пилкові шишки яйцеподібні або вузько-яйцевиді, оранжеві або коричневі, завдовжки 30–55 см, 12–16 см діаметром. Мегаспорофіли завдовжки 20 см, сіро-повстяні. Насіння плоске, яйцевиде; саркотеста жовта, не вкрита нальотом.

## Поширення, екологія
Країни поширення: Таїланд. Росте в сезонно-сухому і листяному від відкритого до закритого рідколіссі з переважанням трав'янистого підліску навколо широкого, високого пісковикового масиву, в основному в області вершин крутих схилів або окремих скель.

## Загрози та охорона
Популяція цього виду була істотно знижена шляхом видалення рослин з дикої природи, а потім продажу. У випадку, якщо ця практика буде продовжуватися, це буде серйозною загрозою для подальшого виживання виду.